# 李光祖 (音樂家)
李光祖（1943年—2018年4月14日），男，上海人，中国琵琶演奏家，汪派琵琶第三代傳人。曾為中國音樂家協會會員、中央樂團琵琶獨奏家。其父親為第二代的李廷松。林石城、藍玉崧等人認為李光祖得李廷松真傳，將汪派琵琶良好地繼承與發展。

## 生平
李光祖祖籍蘇州，出生於上海，8歲起從父親李廷松學習琵琶，11歲獲得全國少年先童音樂比賽優秀獎；13歲就開始專業演奏工作，曾待過總政文工團和解放軍藝術學院；1972年調至中央樂團。
李廷松在晚年原本打算將「張伯年」琵琶還給汪昱庭的兒子汪天偉，但汪天偉堅持不收，並告訴李廷松應該將琵琶傳給琴藝比他好的李光祖，李光祖也因此成為汪派第三代傳人。
李光祖曾造訪朝鮮、拉丁美洲、美國、日本等地演出，和中央樂團、上海交響樂團、武漢歌舞劇院交響樂團、陝西樂團合作。於1980年移居美國。
2001年，在北京舉行的「紀念汪昱庭先生逝世50周年琵琶音樂會」前，李光祖辦了一個傳贈儀式，發表《關於「張伯年」琵琶的安排》一文，在王恩韶和汪天偉的見證下，將張伯年琵琶傳給中央音樂學院教授郝貽凡。

## 理念
李光祖對學生要求嚴格，他常說：
|  | 基礎技術是音樂自由、演奏流暢的前提，音色是流派的特色，不同的版本是立派的根基，在這上面花多少功夫都值得，這也是我父親傳承給我的。 |

## 音樂風格
- 繼承了汪派琵琶的獨特音色，即柔美圓潤、規矩自然、靈活多變、清透明亮[2]
- 氣勢雄壯，指法嚴謹，質樸灑脫，剛柔並濟[5]
- 吳玉霞：「保持了汪派藝術剛勁挺拔、質樸灑脫的精神內核」[7]

## 作品

### 專輯
- 《李光祖琵琶獨奏》（中國唱片，1986）
- 《霸王卸甲》（廣州太平洋影音公司∕香港全音製作有限公司）
- 《李光祖琵琶獨奏》（經典民樂珍藏版系列）（廣州太平洋影音公司∕香港全音製作有限公司）
- 《琵琶名家名曲大全6》海青拿天鵝（林石城、李光祖合輯）（搖籃，1995）
- 《李光祖琵琶獨奏專輯》（1999）
- 《琵琶演奏家：李光祖》（中國民族音樂大師系列）（中唱上海，2005）
- 《琵琶演奏家：李光祖先生和郝貽凡、陳音師生音樂會》（中國唱片深圳公司，2012）

### 曲譜
- 《汪派琵琶－李廷松先生演奏譜》（李光祖、郝貽凡整理）[8]

### 文章
- 〈琵琶的基本彈奏方法〉，《中央音樂學院學報》，1997年04期，頁 29-34。[9]